# World Agroforestry Centre
Das World Agroforestry Centre ist eine international tätige Forschungseinrichtung, die durch Erforschung der Agroforstwirtschaft Armut bekämpfen und Umwelt schützen soll. Es wurde 1978 als International Council for Research in Agroforestry (ICRAF) gegründet und ist eines der 15 internationalen Forschungsinstitute der Consultative Group on International Agricultural Research.
Der Hauptsitz ist in Nairobi, weitere Standorte sind in Indien, Indonesien, Malawi und Mali.